# Reanimació cardiopulmonar
La reanimació cardiopulmonar o RCP és el conjunt de maniobres d'emergència aplicades a un pacient davant de la sospita d'aturada cardiorespiratòria. Aquestes maniobres tenen com a funció principal mantenir l'oxigenació dels òrgans quan la circulació sanguínia d'una persona s'atura, especialment el cor i el cervell.
Quan el cor s'atura, les lesions cerebrals comencen a aparèixer després del tercer minut, i a partir de 8 minuts és pràcticament impossible garantir la supervivència del pacient.
S'ha d'aplicar la regla mnemotècnica desenvolupada per Peter Safar, que consisteix en l'acrònim anglès ABC, si bé en la darrera revisió americana (2010) s'ha passat a CAB per a la majoria de situacions:
- C per a chest compressions o circulation, compressions toràciques per restablir la circulació sanguínia.
- A per a airway, alliberament de les vies aèries.
- B per a breathing, ventilació artificial.

## RCP bàsica

Algorisme simplificat en adults i infants de RCP bàsica

La cronologia següent parteix del principi de què el pacient està en aturada cardiorespiratòria. En cas contrari (ho sabrem durant la fase de valoració), no cal seguir aquests passos.
1. Autoprotecció. Abans de posar-nos en contacte amb una possible víctima aparentment inconscient cal assegurar-nos la nostra protecció: per exemple tallar el corrent elèctric en cas d'una possible hidrocució, no baixar a un local tancat (per exemple una cisterna) per possible presència de gasos tòxics o absència d'oxigen.
2. Valoració inicial
  1. Comprovem que la víctima està inconscient, ràpidament. En no reaccionar a la paraula (per exemple, en cridar-lo) o al tacte/dolor (fins a un fort pessic); en aquest punt ha de prevaldre el sentit comú, així una persona estirada en un banc i amb bon color el primer que s'ha de pensar és que estigui adormida, llavors demanarem per ella, i si no respon li demanarem que ens premi la mà.
  2. Demanar ajuda, o col·laboració (si no estem sols).
  3. Comprovem que no respira o que a penes ho fa (mínims moviments com si volgués agafar aire, l'aturada respiratòria llavors és imminent).
3. Activar el sistema de resposta d'emergències:
  1. Enviar a algú a demanar ajuda. Si estem sols, deixem la víctima i alertem als serveis d'emergències.
  2. Enviar algú a buscar un desfibril·lador extern automàtic (DEA) si n'hi ha un disponible i si se sap on és; i posar-lo en marxa;
4. Reanimació cardiopulmonar:
  1. C, compressions: Fem 30 compressions toràciques, a un ritme d'almenys 100 per minut (això vol dir que les 30 les hem de fer en menys de 18 segons). L'estèrnum ha de baixar almenys 5 cm en l'adult, i un terç del diàmetre anteroposterior del tòrax en infants i lactants. Controlar el pols carotidi només si estem experimentats, si no, és inútil perdre el temps en tractar de trobar el pols, i considerem que està (o continua) en aturada cardíaca.
  2. A, alliberament de vies aèries:
    1. Posar una mà sobre el front, dos o tres dits de l'altra sobre la barbeta i elevar la barbeta; això obre la via aèria.
    2. Inspeccionar la boca, si veiem un objecte (aliments, per exemple), el traiem delicadament. Només eliminarem els objectes que vegem bé.

  3. B, ventilació: Fem dos insuflacions, que ens portaran uns 2 segons (1 segon per ventilació). El volum d'insuflació ha de ser proporcionat al possible volum pulmonar del pacient, per tal de no lesionar els pulmons.
    1. Quan es fa el boca-a-boca en un adult, cal segellar amb els nostres llavis la boca del pacient, i tapar el nas (prement la punta del nas amb dos dels nostres dits per cloure els narius; en un infant petit i en un lactant la nostra boca pot cloure alhora la seva boca i el seu nas).
    2. Quan se són dos reanimadors, l'ideal és poder fer les insuflacions amb un baló de ventilació.

  4. Repetir C-B, fins que arribi ajuda. La relació pot ser 15:2 per a infants i lactants quan hi hagi dos reanimadors.

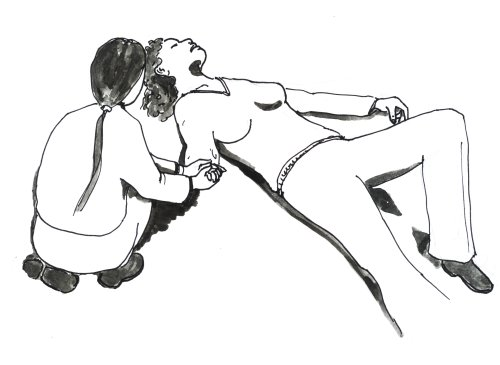
Aproximació al pacient. El socorrista arriba al pacient, es presenta, i li demana al pacient que li apreti la mà, en cas que estigui massa dèbil per a parlar.
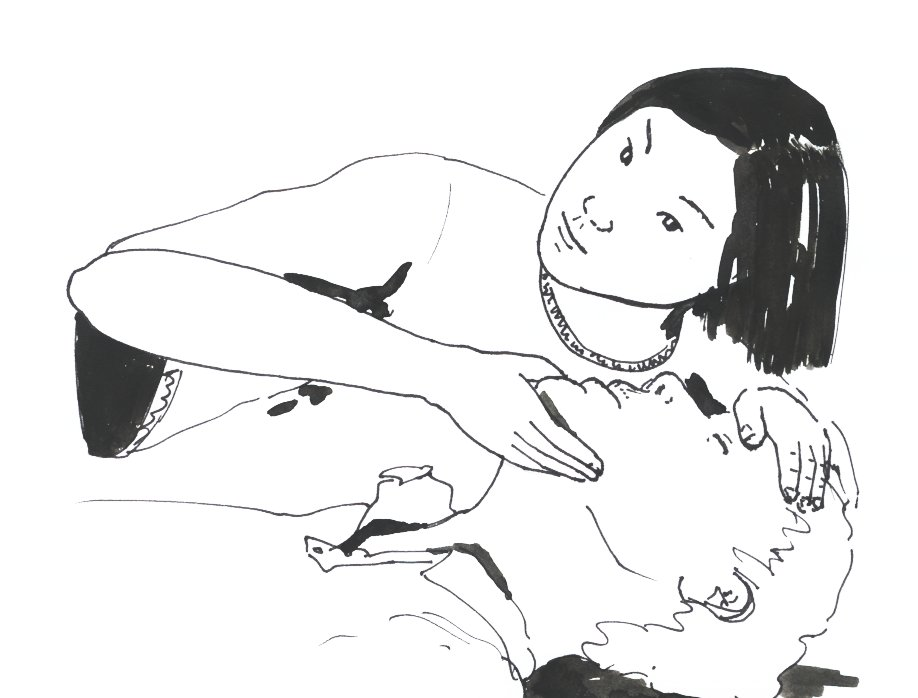
Comprovació de las funcions respiratòries: el socorrista escolta la respiració, tracta de sentir l'aire sobre la seua galta, mira si el pit es mou, i sent los moviments del pit.
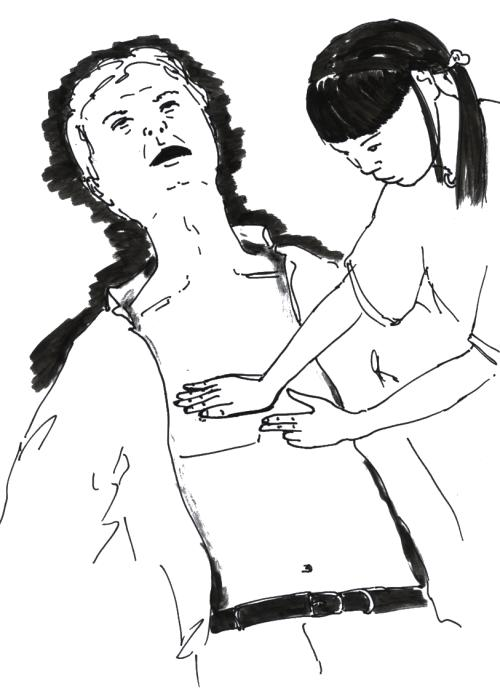
Col·locació de la mà abans de la RCP. La mà es col·loca, en cas d'un adult, dos dits per dalt del plexus solar.
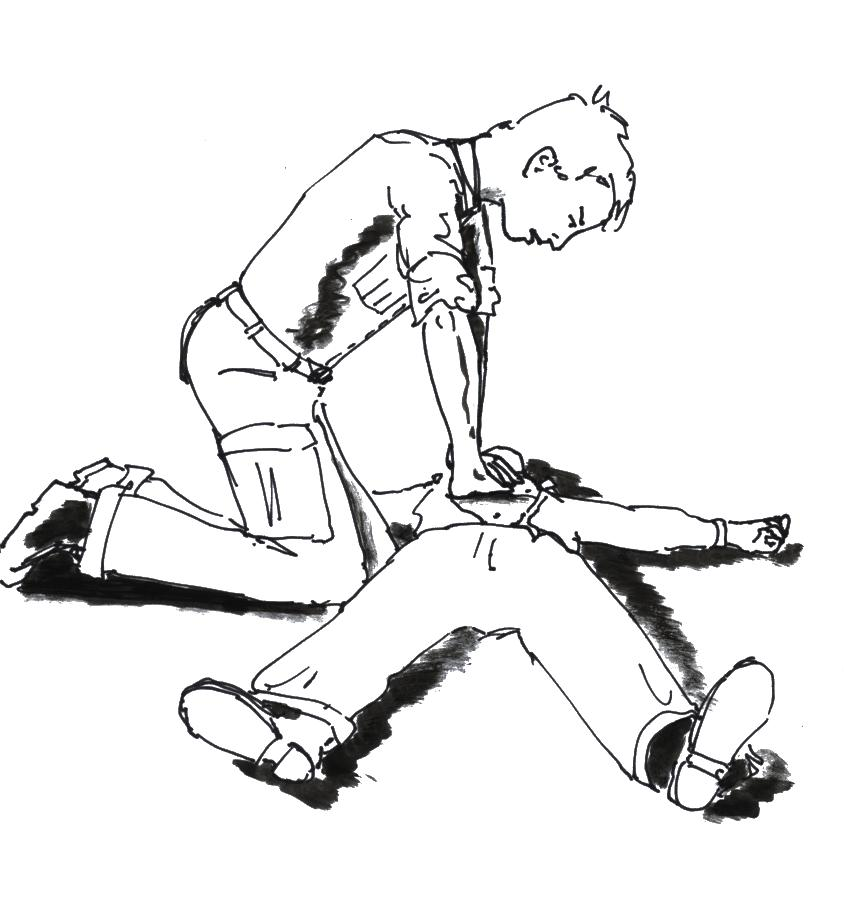
Posició per la RCP. Els braços es mantenen rectes, i les compressions es realitzen amb moviments dels muscles o del cos sencer.
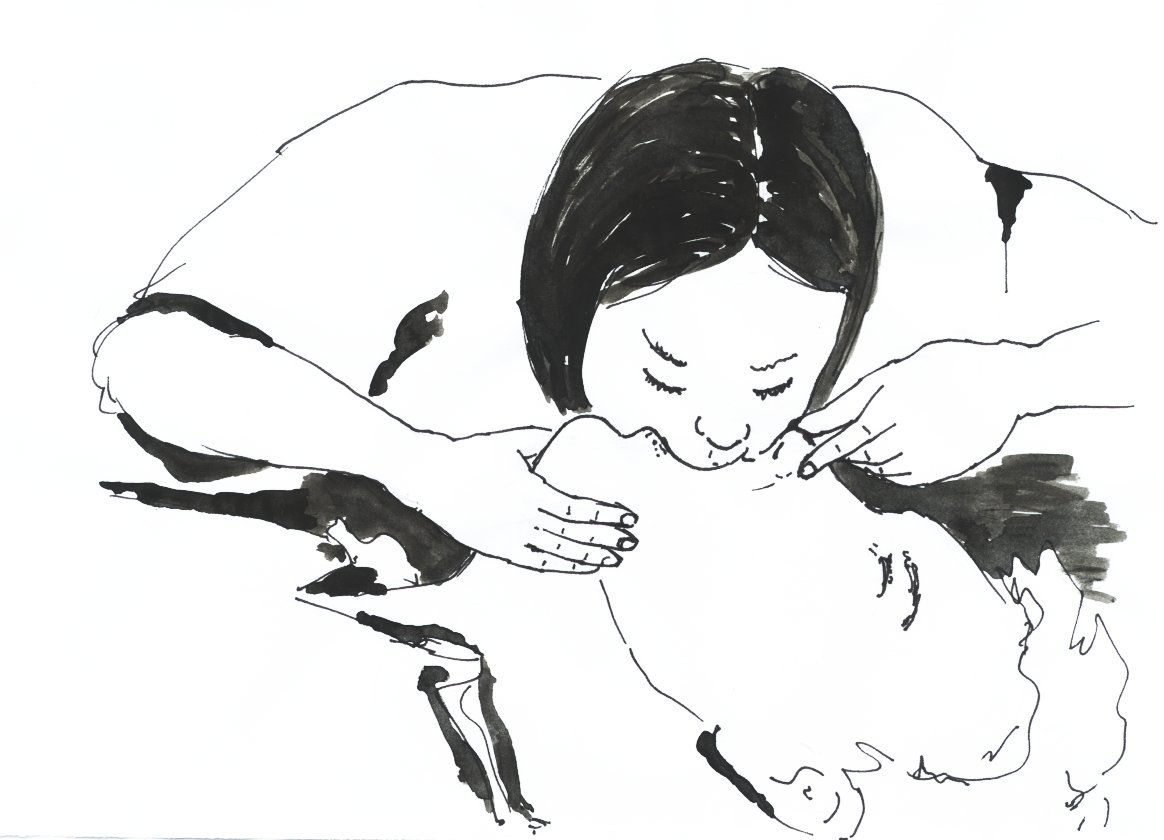
Insuflació boca a boca. El cap del pacient es tira cap a darrere. El socorrista tanca el nas del pacient amb una mà, mantenint la boca del pacient oberta, i sense soltar la barbeta.

## RCP avançada
Es tracta de la RCP duta a terme per professionals de la salut, i intervenen altres mitjans i tècniques:
- intubació traqueal i respirador, administració d'oxigen.
- perfusió venosa.
- utilització de fàrmacs.

## Quan aturar les maniobres
En el cas dels adults amb una aturada cardíaca extrahospitalària que només rebin suport vital bàsic, es considerarà la
interrupció del si es compleixen tots els següents criteris:
- L'aturada no ha estat presenciada per un professional del SEM ni pel primer responedor.
- No es restableix la circulació espontània després de 3 cicles complets de RCP i anàlisi del DEA.
- No s'han administrat descàrregues del DEA (no hi havia activitat elèctrica).